# Xiphotheata mollendorfii
Xiphotheata mollendorfii är en skalbaggsart som först beskrevs av Flach 1890.  Xiphotheata mollendorfii ingår i släktet Xiphotheata och familjen långhorningar. Inga underarter finns listade i Catalogue of Life.